# Concistori di papa Pio V

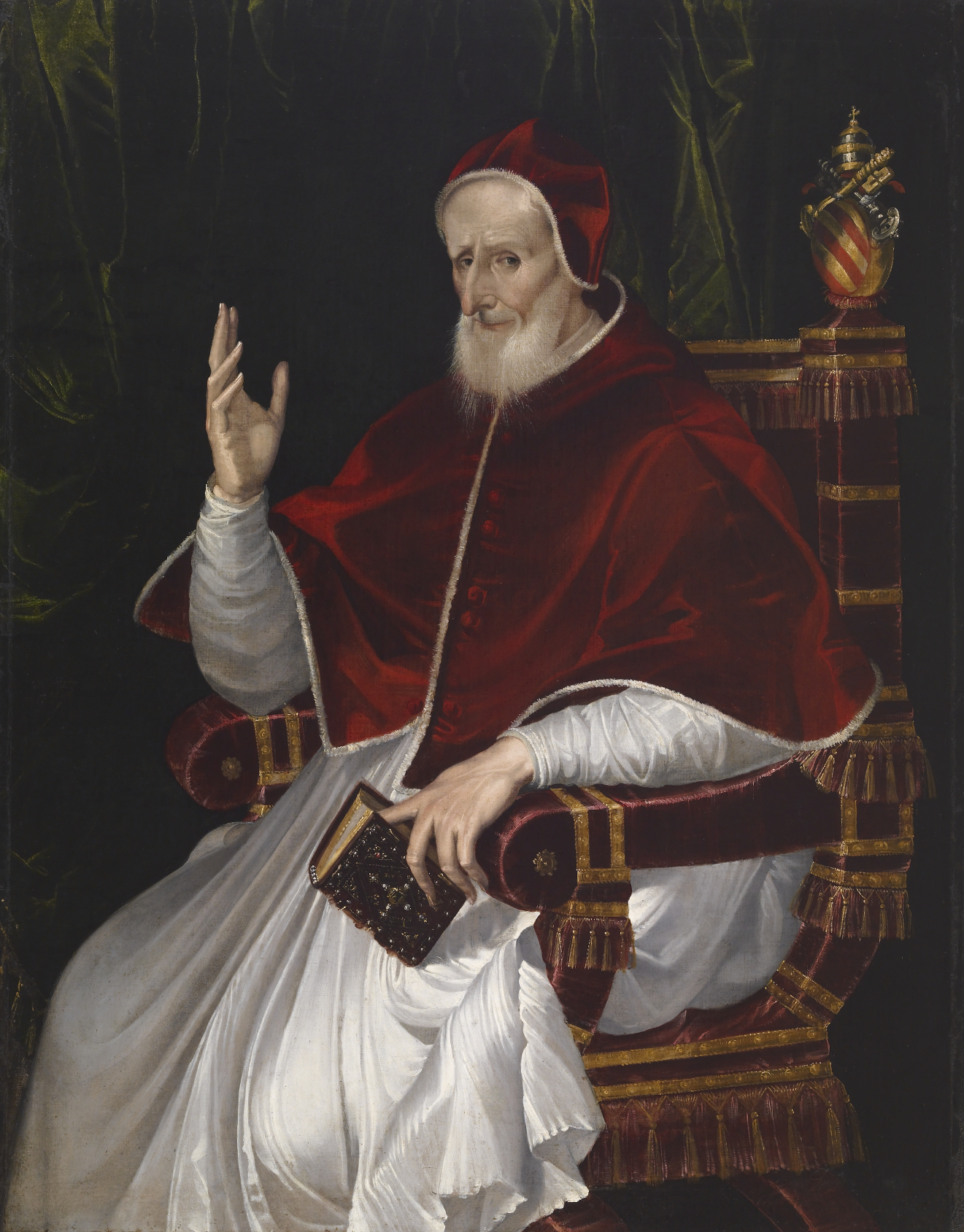
Papa Pio V

Questa voce raccoglie l'elenco completo dei concistori per la creazione di nuovi cardinali presieduti da papa Pio V, con l'indicazione di tutti i cardinali creati (21 nuovi cardinali in 3 concistori). I nomi sono posti in ordine di creazione.

## 6 marzo 1566 (I)
Il primo concistoro tenuto da papa Pio V all'alba della sua elezione, il 6 marzo 1566, vide la creazione di un nuovo cardinale:
- Michele Bonelli, O.P., pronipote di Sua Santità; creato cardinale presbitero di Santa Maria sopra Minerva (morto nel marzo 1598).

## 24 marzo 1568 (II)
Il 24 marzo 1568, durante il suo secondo concistoro, papa Pio V creò quattro cardinali:
- Diego Espinosa Arévalo, presidente del Consiglio Reale di Castiglia, inquisitore generale di Spagna; creato cardinale presbitero di San Bartolomeo all'Isola (morto nel settembre 1572);
- Jérôme Souchier, O.Cist., abate di Clairvaux e di Cîteaux, superiore generale del suo Ordine; creato cardinale presbitero di San Matteo in Merulana (morto nel novembre 1571);
- Gianpaolo della Chiesa, referendario del Tribunale della Segnatura Apostolica di Giustizia; creato cardinale diacono di San Callisto (pro illa vice) (morto nel gennaio 1575);
- Antonio Carafa, nipote di papa Paolo IV, protonotario apostolico, canonico della Basilica Vaticana; creato cardinale diacono di Sant'Eusebio (pro illa vice) (morto nel gennaio 1591).

## 17 maggio 1570 (III)
Nel suo terzo ed ultimo concistoro papa Pio V creò sedici nuovi cardinali:
- Marcantonio Maffei, arcivescovo di Chieti, datario apostolico; creato cardinale presbitero di San Callisto (morto nell'agosto 1583);
- Gaspar Cervantes de Gaete, arcivescovo di Tarragona; creato cardinale presbitero dei Santi Silvestro e Martino ai Monti (morto nell'ottobre 1575);
- Giulio Antonio Santorio, arcivescovo di Santa Severina; creato cardinale presbitero di San Bartolomeo all'Isola (morto nel maggio 1602);
- Pierdonato Cesi, senior, amministratore diocesano emerito di Narni, chierico della Camera Apostolica; creato cardinale presbitero di San Vitale (morto nel settembre 1586);
- Carlo Grassi, vescovo di Montefiascone, governatore di Roma e vice-camerlengo di Santa Romana Chiesa; creato cardinale presbitero di Sant'Agnese in Agone (morto nel marzo 1571);
- Charles d'Angennes de Rambouillet, vescovo di Le Mans e ambasciatore francese presso la Santa Sede; creato cardinale presbitero di San Simeone profeta (morto nel marzo 1587);
- Felice Peretti Montalto, O.F.M.Conv., vescovo di Sant'Agata dei Goti; creato cardinale presbitero di San Girolamo degli Schiavoni; poi eletto papa Sisto V il 24 aprile 1585 (morto nell'agosto 1590);
- Giovanni Aldobrandini, fratello del futuro papa Clemente VIII, vescovo di Imola; creato cardinale presbitero di Sant'Eufemia (morto nel settembre 1573);
- Girolamo Rusticucci, segretario particolare di Sua Santità, protonotario apostolico; creato cardinale presbitero di Santa Susanna (morto nel giugno 1603);
- Giulio Acquaviva d'Aragona, referendario dei Tribunali della Segnatura Apostolica di Giustizia e di Grazia; creato cardinale diacono di San Teodoro (morto nel luglio 1574);
- Gaspar de Zúñiga y Avellaneda, arcivescovo di Siviglia; creato cardinale presbitero di Santa Barbara (morto nel gennaio 1571);
- Nicolas de Pellevé, arcivescovo di Sens; creato cardinale presbitero dei Santi Giovanni e Paolo (morto nel marzo 1594);
- Arcangelo de' Bianchi, O.P., vescovo di Teano; creato cardinale presbitero di San Cesareo in Palatio (morto nel gennaio 1580);
- Paolo Burali (d'Arezzo), C.R.T., vescovo di Piacenza; creato cardinale presbitero di Santa Pudenziana (morto nel giugno 1578) [beatificato da papa Clemente XIV nel 1772, la sua memoria ricorre il 17 giugno];
- Vincenzo Giustiniani, O.P., maestro generale del suo Ordine; creato cardinale presbitero di San Nicola fra le Immagini (morto nell'ottobre 1582);
- Gian Girolamo Albani, protonotario apostolico, governatore delle Marche; creato cardinale presbitero di San Giovanni a Porta Latina (morto nell'aprile 1591).

## Fonti
- (EN) Current and historical information about the Bishops and Dioceses of the Catholic Hierarchy around the world, su catholic-hierarchy.org.
- (EN) Salvador Miranda, Pius V, su fiu.edu – The Cardinals of the Holy Roman Church, Florida International University.